# San Gregorio (isola)
San Gregorio (in croato Sveti Grgur; localmente in ciacavo Šagargur) è un'isola disabitata della Croazia, appartenente all'arcipelago delle Isole Quarnerine, nel golfo del Quarnero (mare Adriatico), situata tra le isole di Arbe e Veglia. Anticamente chiamata Arta e poi, nel XIII sec., Larta.
Amministrativamente appartiene al comune di Loparo della regione litoraneo-montana.

## Geografia
San Gregorio si trova a sud-ovest di Pervicchio, separata dal canale di San Gregorio (Grgurov kanal) e a nord-ovest dell'Isola Calva da cui dista 1,7 km. A sud, il canale di Arbe (Rapski kanal), la cui ampiezza minima è di 730 m, la separa dall'isola di Arbe. L'isola ha una superficie di 6,37 km², lo sviluppo costiero è di 14,528 km, l'elevazione massima di 225,3 m s.l.m. è quella del monte Standaraz (Standarac).
L'unica ampia insenatura dell'isola è la valle San Gregorio che si apre a nord-ovest ed è delimitata, a ovest, da punta Plitvaz (rt Plitvac) e a nord da punta Cussaza (rt Kosača).

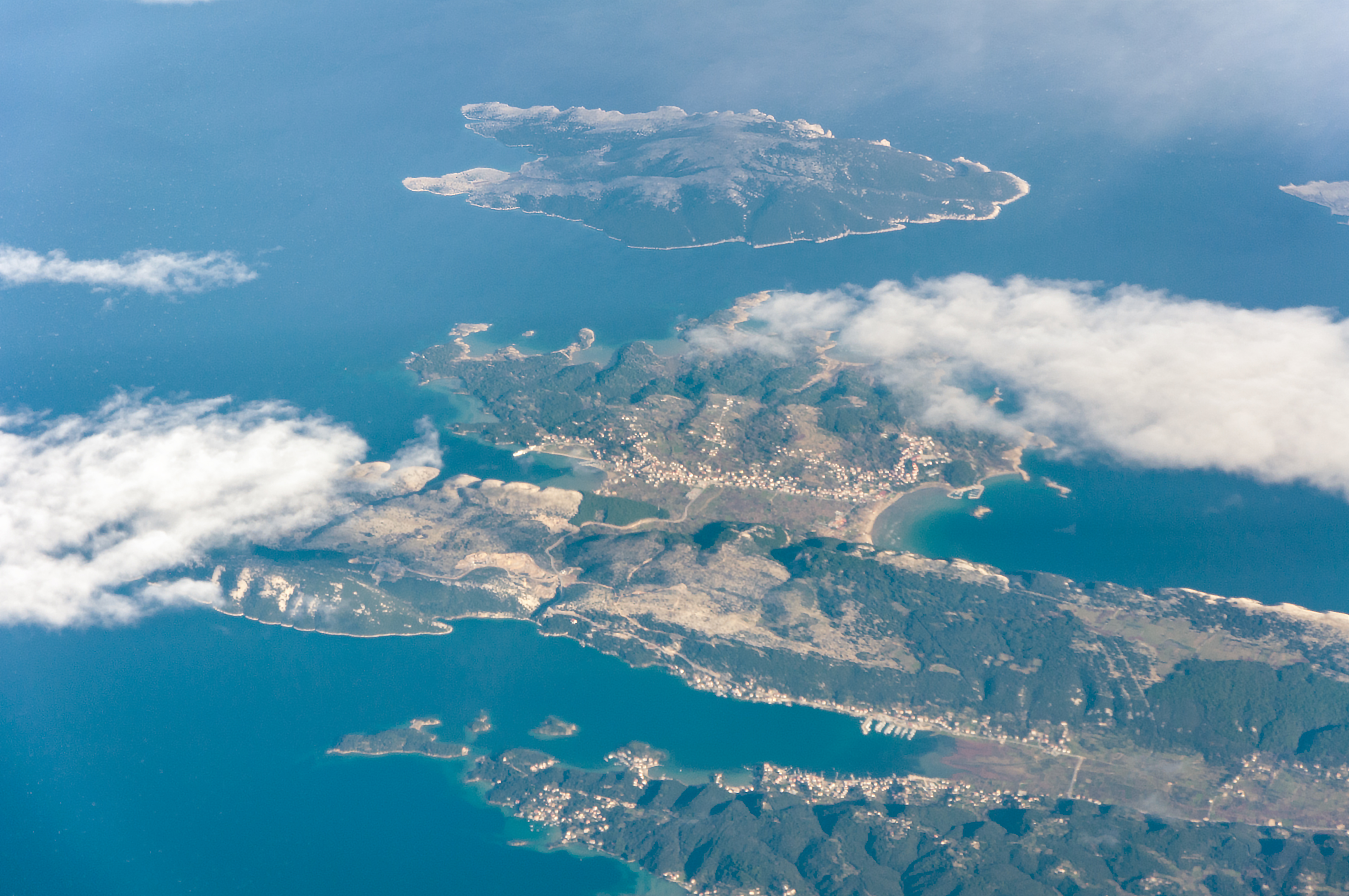
In alto San Gregorio, in pp. Arbe

## Storia
Durante la seconda guerra mondiale San Gregorio fu primo campo di concentramento per prigionieri "speciali" di ambo i sessi, quasi tutti ufficiali delle forze armate e della polizia italiana. In seguito vi vennero deportati anche dei comunisti dissidenti, oppositori politici di Tito, soprattutto dopo la rottura fra la Lega dei Comunisti di Jugoslavia e il Partito Comunista dell'Unione Sovietica (1948). Nel 1950, allorché furono terminate le costruzioni all'Isola Calva, la maggior parte degli ufficiali cominformisti furono trasferiti da San Gregorio all'Isola Calva; fino al 1988 San Gregorio fu quindi sede di un penitenziario per prigionieri politici di sesso femminile.

### Cartografia
- (HR) Mappa topografica della Croazia 1:25000, su preglednik.arkod.hr. URL consultato il 27 maggio 2017.